# Billboard Hot 100 cuối năm 2011
| Hạng | Tên bài hát                       | Nghệ sĩ                                  |
| ---- | --------------------------------- | ---------------------------------------- |
| 1    | "Rolling in the Deep"             | Adele                                    |
| 2    | "Party Rock Anthem"               | LMFAO, Lauren Bennett và GoonRock        |
| 3    | "Firework"                        | Katy Perry                               |
| 4    | "E.T."                            | Katy Perry và Kanye West                 |
| 5    | "Give Me Everything"              | Pitbull, Ne-Yo, Afrojack và Nayer        |
| 6    | "Grenade"                         | Bruno Mars                               |
| 7    | "Fuck You (Forget You)"           | Cee Lo Green                             |
| 8    | "Super Bass"                      | Nicki Minaj                              |
| 9    | "Moves Like Jagger"               | Maroon 5 và Christina Aguilera           |
| 10   | "Just Can't Get Enough"           | The Black Eyed Peas                      |
| 11   | "On the Floor"                    | Jennifer Lopez và Pitbull                |
| 12   | "S&M"                             | Rihanna                                  |
| 13   | "Pumped Up Kicks"                 | Foster the People                        |
| 14   | "Last Friday Night (T.G.I.F.)"    | Katy Perry                               |
| 15   | "Just the Way You Are"            | Bruno Mars                               |
| 16   | "Tonight (I'm Lovin' You)"        | Enrique Iglesias, Ludacris và DJ Frank E |
| 17   | "Raise Your Glass"                | Pink                                     |
| 18   | "Born This Way"                   | Lady Gaga                                |
| 19   | "Fuckin' Perfect"                 | Pink                                     |
| 20   | "What's My Name?"                 | Rihanna và Drake                         |
| 21   | "Look at Me Now"                  | Chris Brown, Lil Wayne và Busta Rhymes   |
| 22   | "Down on Me"                      | Jeremih và 50 Cent                       |
| 23   | "How to Love"                     | Lil Wayne                                |
| 24   | "Someone Like You"                | Adele                                    |
| 25   | "Good Life"                       | OneRepublic                              |
| 26   | "The Lazy Song"                   | Bruno Mars                               |
| 27   | "Till the World Ends"             | Britney Spears                           |
| 28   | "The Show Goes On"                | Lupe Fiasco                              |
| 29   | "The Edge of Glory"               | Lady Gaga                                |
| 30   | "We R Who We R"                   | Kesha                                    |
| 31   | "Black and Yellow"                | Wiz Khalifa                              |
| 32   | "Tonight Tonight"                 | Hot Chelle Rae                           |
| 33   | "Blow"                            | Kesha                                    |
| 34   | "Lighters"                        | Bad Meets Evil và Bruno Mars             |
| 35   | "If I Die Young"                  | The Band Perry                           |
| 36   | "Stereo Hearts"                   | Gym Class Heroes và Adam Levine          |
| 37   | "The Time (Dirty Bit)"            | The Black Eyed Peas                      |
| 38   | "Coming Home"                     | Diddy - Dirty Money và Skylar Grey       |
| 39   | "Hey Baby (Drop It to the Floor)" | Pitbull và T-Pain                        |
| 40   | "Only Girl (In the World)"        | Rihanna                                  |
| 41   | "6 Foot 7 Foot"                   | Lil Wayne và Cory Gunz                   |
| 42   | "Just a Kiss"                     | Lady Antebellum                          |
| 43   | "Dirt Road Anthem"                | Jason Aldean                             |
| 44   | "Dynamite"                        | Taio Cruz                                |
| 45   | "No Hands"                        | Waka Flocka Flame, Wale và Roscoe Dash   |
| 46   | "I Wanna Go"                      | Britney Spears                           |
| 47   | "I'm On One"                      | DJ Khaled, Drake, Rick Ross và Lil Wayne |
| 48   | "You Make Me Feel..."             | Cobra Starship và Sabi                   |
| 49   | "Yeah 3x"                         | Chris Brown                              |
| 50   | "Moment 4 Life"                   | Nicki Minaj và Drake                     |
| 51   | "I Need a Doctor"                 | Dr. Dre, Eminem và Skylar Grey           |
| 52   | "Just a Dream"                    | Nelly                                    |
| 53   | "Motivation"                      | Kelly Rowland và Lil Wayne               |
| 54   | "Stereo Love"                     | Edward Maya và Vika Jigulina             |
| 55   | "Jar of Hearts"                   | Christina Perri                          |
| 56   | "Roll Up"                         | Wiz Khalifa                              |
| 57   | "Sexy and I Know It"              | LMFAO                                    |
| 58   | "Rocketeer"                       | Far East Movement và Ryan Tedder         |
| 59   | "All of the Lights"               | Kanye West                               |
| 60   | "Hold It Against Me"              | Britney Spears                           |
| 61   | "More"                            | Usher                                    |
| 62   | "What the Hell"                   | Avril Lavigne                            |
| 63   | "Written in the Stars"            | Tinie Tempah và Eric Turner              |
| 64   | "Bottoms Up"                      | Trey Songz và Nicki Minaj                |
| 65   | "DJ Got Us Fallin' in Love"       | Usher và Pitbull                         |
| 66   | "For the First Time"              | The Script                               |
| 67   | "Honey Bee"                       | Blake Shelton                            |
| 68   | "Don't You Wanna Stay"            | Jason Aldean và Kelly Clarkson           |
| 69   | "We Found Love"                   | Rihanna và Calvin Harris                 |
| 70   | "Pretty Girl Rock"                | Keri Hilson                              |
| 71   | "Yoü and I"                       | Lady Gaga                                |
| 72   | "Like a G6"                       | Far East Movement, Cataracs và Dev       |
| 73   | "Without You"                     | David Guetta và Usher                    |
| 74   | "Back to December"                | Taylor Swift                             |
| 75   | "Teenage Dream"                   | Katy Perry                               |
| 76   | "Crazy Girl"                      | Eli Young Band                           |
| 77   | "Cheers (Drink to That)"          | Rihanna                                  |
| 78   | "Who Says"                        | Selena Gomez & the Scene                 |
| 79   | "Barefoot Blue Jean Night"        | Jake Owen                                |
| 80   | "Knee Deep"                       | Zac Brown Band và Jimmy Buffett          |
| 81   | "Country Girl (Shake It for Me)"  | Luke Bryan                               |
| 82   | "Remind Me"                       | Brad Paisley và Carrie Underwood         |
| 83   | "In the Dark"                     | Dev                                      |
| 84   | "Backseat"                        | New Boyz, The Cataracs và Dev            |
| 85   | "Headlines"                       | Drake                                    |
| 86   | "Best Thing I Never Had"          | Beyoncé                                  |
| 87   | "Don't Wanna Go Home"             | Jason Derülo                             |
| 88   | "Where Them Girls At"             | David Guetta, Flo Rida và Nicki Minaj    |
| 89   | "She Ain't You"                   | Chris Brown                              |
| 90   | "Take a Back Road"                | Rodney Atkins                            |
| 91   | "Please Don't Go"                 | Mike Posner                              |
| 92   | "Sure Thing"                      | Miguel                                   |
| 93   | "Price Tag"                       | Jessie J và B.o.B                        |
| 94   | "God Gave Me You"                 | Blake Shelton                            |
| 95   | "She Will"                        | Lil Wayne và Drake                       |
| 96   | "Are You Gonna Kiss Me or Not"    | Thompson Square                          |
| 97   | "Animal"                          | Neon Trees                               |
| 98   | "You and Tequila"                 | Kenny Chesney và Grace Potter            |
| 99   | "Colder Weather"                  | Zac Brown Band                           |
| 100  | "My Last"                         | Big Sean và Chris Brown                  |